# Manuel Rivera-Ortiz
Manuel Rivera-Ortiz (ur. 23 grudnia 1968 w Guayama) – portorykański fotograf, specjalizujący się w fotografii dokumentalnej, zwłaszcza przedstawiającej życie ludzi w krajach rozwijających się. Pracuje w Nowym Jorku.

## Nagrody
- 2007 : Artist of the Year, Arts and Cultural Council for Greater Rochester, New York
- 2004: New Works Photography Award, En Foco

## Galeria

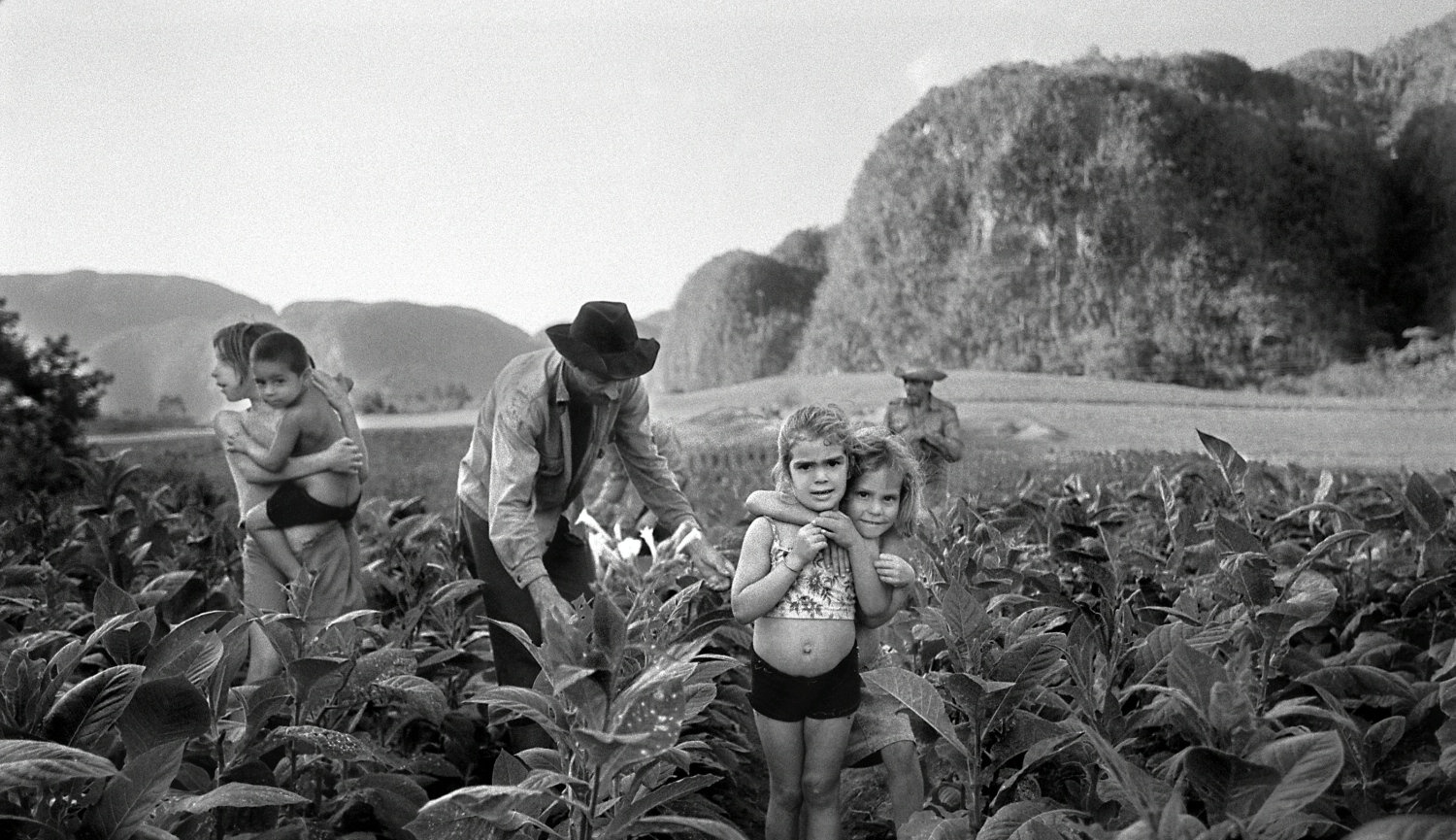
Tobacco Harvesting, Valle de Viñales, Kuba (2002)
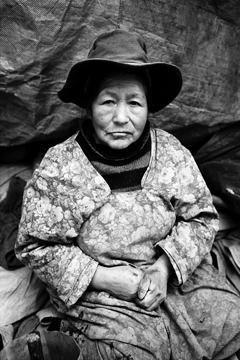
Widow Of The Mines, Potosí, Boliwia (2004)
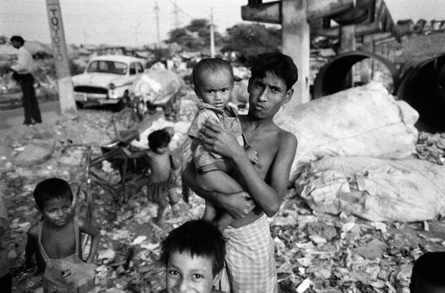
City Dump, Yamuna River Slum, Delhi, Indie (2005)